# Перлівка барвиста
Перлівка барвиста, перлівка ряба (Melica picta) — вид трав'янистих рослин з родини злакові (Poaceae), поширений у Європі й західній Азії.

## Опис
Багаторічна рослина 30–40 см заввишки. Рослина густо-дернова, без повзучих кореневищ. Язичок ≈ 2.5 мм. Колоски на верхівці гоструваті; колоскові луски зелені, лише біля верхівки фіолетово пофарбовані; нижні квіткові луски нижньої квітки 5–6.5 мм завдовжки, з виступаючими жилками. Стебла 40–80 см завдовжки. Листові пластинки 8–16 см в довжину; 2–5 мм шириною; поверхня шершава, шорстка з обох боків; рідко волохата; верхівка загострена. Суцвіття — відкрита, лінійна, одностороння волоть, 6–12 см завдовжки. Колоски віддалені, одиночні. Зернівка 2 мм завдовжки.

## Поширення
Поширений у Європі й західній Азії (Туреччина, Вірменія, Грузія).
В Україні вид зростає у сухих і свіжих дібровах, заплавних лісах, чагарниках — у Лісостепу і сх. ч. Степи, зазвичай; трапляється також у Закарпатській обл.